# Observatoire de Haute-Provence

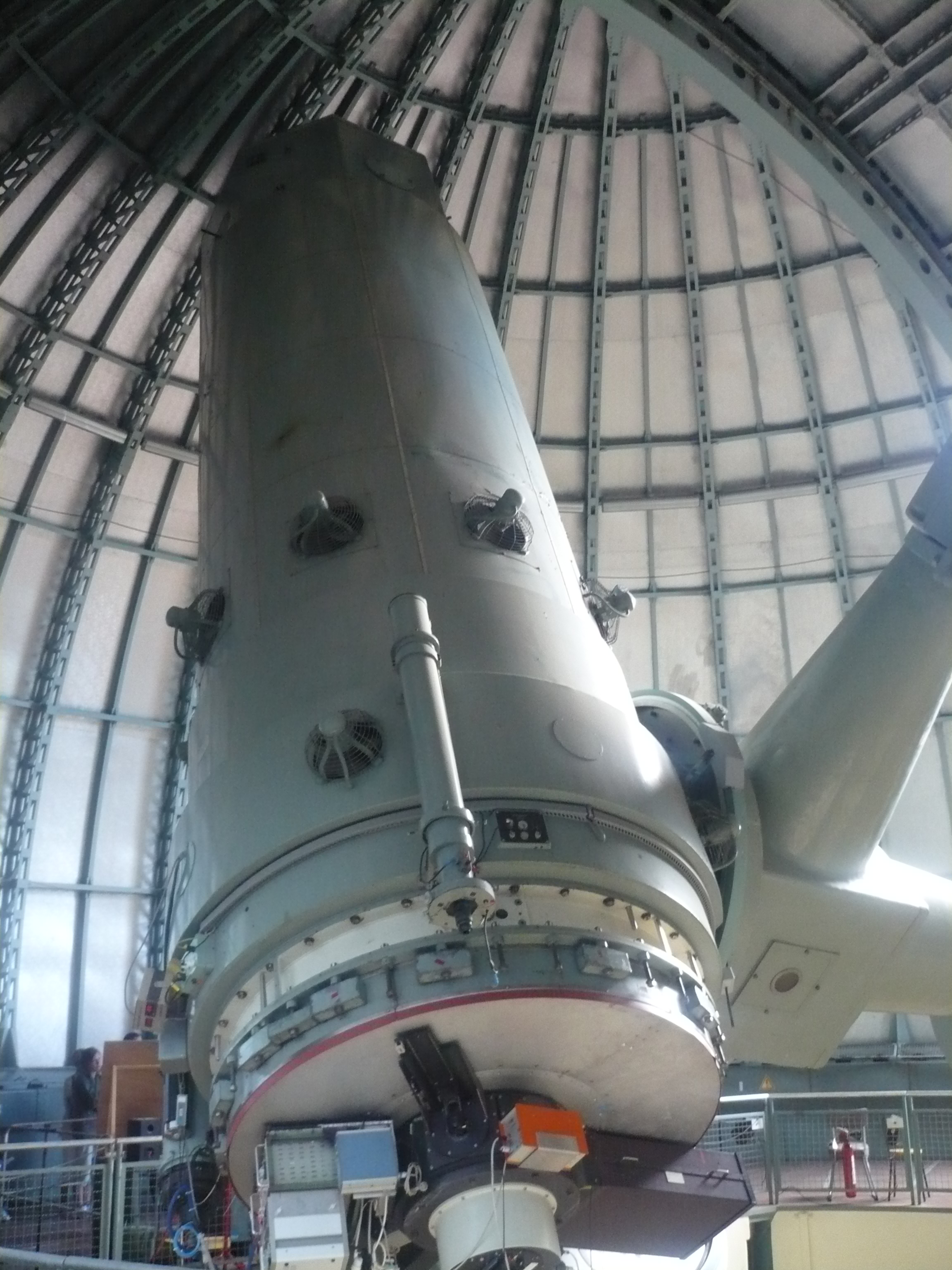
Największy obiektyw obserwatorium

Observatoire de Haute-Provence (OHP, obserwatorium Haute-Provence) – francuskie narodowe obserwatorium astronomiczne założone w 1937 roku.
Obserwatorium położone jest w południowo-wschodniej Francji, ok. 90 km na wschód od Awinionu i 100 na północ od Marsylii na wysokości 650 m n.p.m. w departamencie Alpy Górnej Prowansji (Alpes-de-Haute-Provence).
Cztery główne teleskopy używane w OHP to teleskopy zwierciadlane o średnicach zwierciadeł 1,93 m, 1,52 m, 1,20 m i 0,80 m.